# Theodore Drange
Theodore Michael Drange, detto Ted (Brooklyn, 1934), è un filosofo statunitense, filosofo della religione e professore emerito all'Università della Virginia Occidentale, dove ha insegnato filosofia dal 1966 al 2001.
Ha studiato filosofia analitica e i suoi interessi primari sono la filosofia della religione, la filosofia del linguaggio e l'epistemologia.

## Biografia
Dopo essersi diplomato al liceo Fort Hamilton, ha conseguito una laurea presso il Brooklyn College nel 1955 e un dottorato di ricerca alla Cornell University nel 1963, dove si trasferì dopo un anno di scuola di specializzazione all’Università Yale.
Ha insegnato al Brooklyn College (1960–62), all'Università dell'Oregon (1962–65), all'Idaho State University (1965–66) e alla West Virginia University, 1966-2001 dopo essere diventato un professore a tutti gli effetti nel 1974. Drange è andato in pensione nel 2001 e si è trasferito a Ventura, in California.
Gli interessi principali di Drange, fino ai primi anni '80, riguardavano la filosofia del linguaggio e l'epistemologia, per poi passare alla filosofia della religione.
Il primo libro di Drange, Type Crossings (L'Aia: Mouton & Co., 1966) fu una revisione della sua tesi di dottorato sulla filosofia del linguaggio, fu seguito da Max Black e poi pubblicato nel 1966. Un suo altro libro fu sulla filosofia della religione, Nonbelief and Evil (Amherst, NY: Prometheus Books, 1998), pubblicato nel 1998. Drange ha anche scritto diversi articoli su filosofia della religione e sull'ateismo, in particolare per l'organizzazione Internet Infidels. Nel 1997, ebbe una discussione con l'apologista cristiano William Lane Craig sull'esistenza di Dio.
Drange sposò sua moglie Annette nel 1959 ed ebbe due figli, Susan e Michael.